# Juan Brotto
Gianni Brotto (27 de noviembre de 1939, Padua, Italia - 29 de enero de 2009, City Bell, Buenos Aires) fue un ciclista argentino que participó en los Juegos Olímpicos de Roma 1960.
Hijo de Gino y Ana Olivo, cuando tenía 9 años su familia se mudó desde Italia hacia la Argentina y se radicó en la ciudad de La Plata.

## Palmarés
- 1° Doble San Pedro 1960
- 1° Criterium de Apertura 1963 y 1965
- 2° Persecución por equipos Panamericanos 1963 (con Alberto Trillo, Ernesto Contreras y Héctor Acosta)
- 5° Persecución por equipos JJ.OO. Roma 1960 (con Alberto Trillo, Ernesto Contreras y Héctor Acosta)

y ganó otras 80 carreras.

## Equipos
- Proinco-Pirelli